# Chrám svatého Vladimíra (Mariánské Lázně)
Chrám svatého Vladimíra v Mariánských Lázních je jedním z pravoslavných chrámů lázeňského trojúhelníku – Karlovy Vary, Františkovy Lázně, Mariánské Lázně.

## Historie

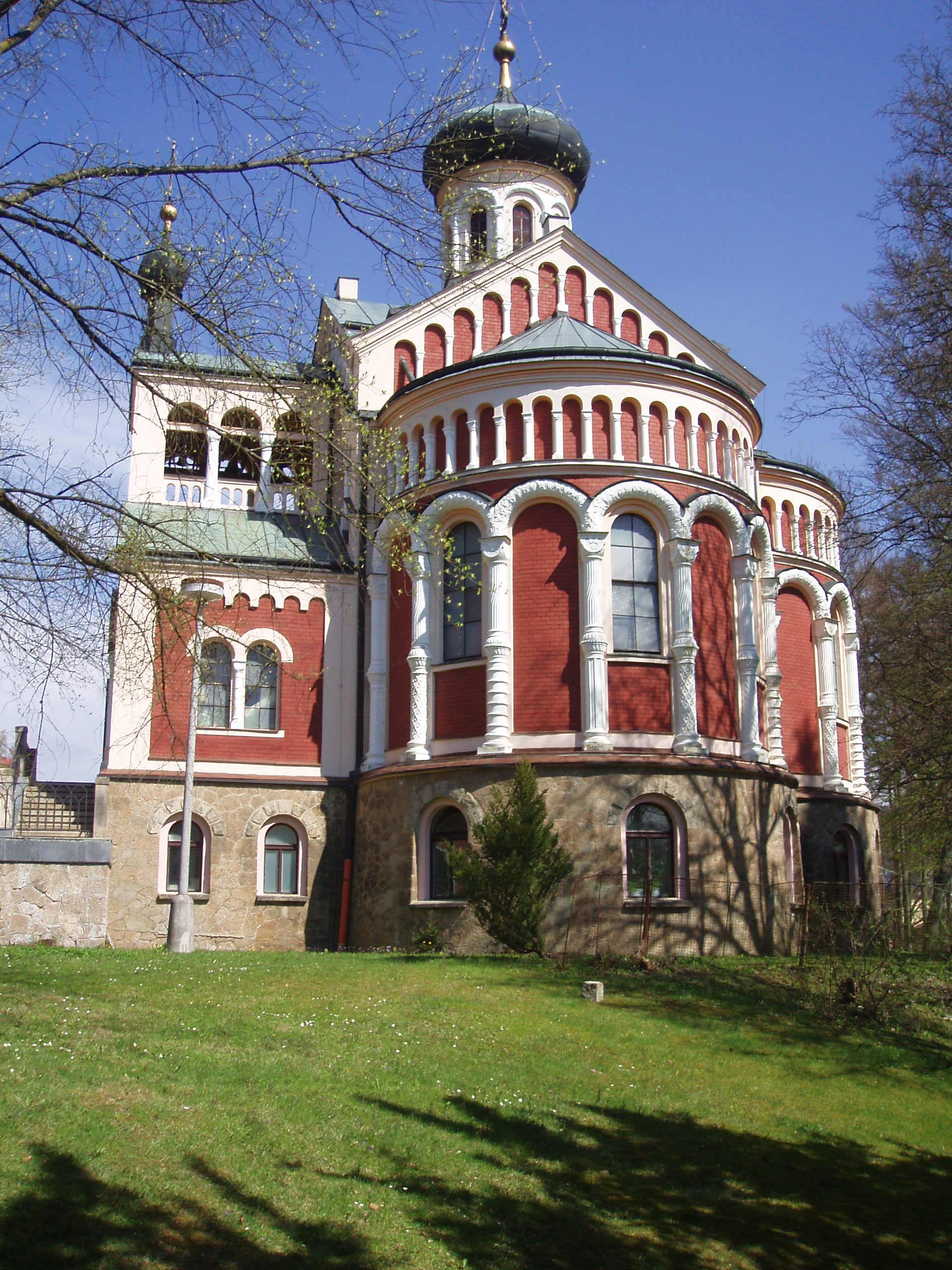
Pravoslavný kostel sv. Vladimíra

Chrám sv. Vladimíra byl postaven na popud lázeňských hostů z Ruska, kteří v Mariánských Lázních postrádali pravoslavné bohoslužebné místo. Již v roce 1825 věnoval kníže Golicyn peníze na výstavbu pravoslavného chrámu, avšak stavba se zdála příliš náročná, proto byly peníze použity na výstavbu římskokatolického kostela Nanebevzetí Panny Marie. Se vzrůstajícím počtem návštěvníků a pacientů z Ruska rostla i potřeba pravoslavného chrámu. Bohoslužby se tak začaly konat v zadním traktu radnice, kde byla instalována přenosná kaple. Přesný rok zahájení pravoslavných bohoslužeb není znám, uvádí se rok 1874, 1880 nebo 1882.
Roku 1882 pořádali věřící jednu z mnoha sbírek na stavbu chrámu. Bohužel banka, ve které byly peníze uloženy, zkrachovala. Další pokus o zahájení výstavby probíhal v devadesátých letech. Stavební výbor měl podporu řady lázeňských lékařů, kteří se domnívali, že vnitřní uspokojení pacientů má vliv na jejich fyzický stav. Organizaci měl na starosti výmarský kněz Nikolaj Nikolajevič Pisarevskij, který vybral roku 1898 parcelu a uspořádal sbírku. Během jednoho roku bylo shromážděno dostatečné množství prostředků a 24. července 1900 byl položen základní kámen chrámu. O dva roky později byla stavba dokončena a 8. července téhož roku byl chrám zasvěcen svatému Vladimírovi. Chrám spadal pod ruský pravoslavný chrám v Drážďanech, ale bohoslužby zde vykonával otec Nikolaj. Roku 1902 bylo při chrámu zřízeno Popěčitělstvo – správní výbor, který měl na starosti hospodaření chrámu.
Před druhou světovou válkou se o chrám staral pravoslavný biskup Sergij, doživotním kurátorem chrámu se stal někdejší starosta města Franz Nadler. Během války spadal chrám pod ruské exilové biskupství v Berlíně. Stálá pravoslavná farnost se začala vytvářet až po válce. Vytvoření farnosti napomohli i volyňští Češi, kteří se vrátili do Čech.
V roce 1951 získala chrám Pravoslavná církev v českých zemích a na Slovensku. Od roku 1956 probíhaly v chrámu opravy střechy a fasády, které spolufinancoval stát. V polovině 90. let byl zrekonstruován exteriér i interiér chrámu do dnešní podoby.
K roku 2022 uvádí Český úřad zeměměřický a katastrální na svých webových stránkách Nahlížení do katastru nemovitostí, že vlastník kostela je neznámý.

## Architektura

### Exteriér chrámu
Autorem projektu chrámu je známý architekt Nikolaj Vladimirovič Sultanov, člen Petrohradské akademie umění, stavbu realizoval Gustav Wiedermann, který se také podílel na plánech.
Tento poměrně malý chrám má půdorys rovnoramenného kříže se zaoblenými konci a jedinou turbanovitou kopuli se zlatým šestiramenným křížem. Vchod do chrámu zdobí mozaiky sv. Vladimíra a sv. Olgy v něstěrovském stylu. Sv. Vladimír je zobrazen také nad vraty chrámu. Žluté stěny jsou oživeny štuky na červených kabřincových výplních, kolem oken a vrat. Nad vchodem do chrámu se nachází zvonice, ve které ale chybí původní zvony, které byly zrekvírovány pro válečné během první světové války. Nové zvonky byly instalovány díky státním úřadům v roce 1972.

### Interiér chrámu
V chrámu se nachází jeden z nejkrásnějších ikonostasů v Česku. Ikonostas vznikl na konci 19. století ve Společnosti na výrobu porcelánových a fajánsových výrobků M. S. Kuzněcova v Kuzněcovu. Na výrobě majolikového ikonostasu se podíleli chemici, malíř, ikonograf, sochař a brusič. Lomený ikonostas, který připomíná barevný chrám s kopulemi a kříži, je pokryt zlatem a kobaltem. Roku 1900 získal první cenu Grand Prix de France na světové výstavě v Paříži. Původně byla před ikonostasem zlatá mříž, tu ale odcizili nacisté během druhé světové války.

## Současnost
Duchovním správcem je od roku 1999 protojerej Mgr. Josef Hauzar. Chrám je přístupný veřejnosti k prohlídkám každý den, včetně všech svátků. Navštěvují jej převážně zahraniční turisté. Bohoslužby se zde konají v neděli i ve svátky od 10 hodin, jiné obřady (svatby, křtiny, pohřby) a zpovědi jsou možné jen po předchozí domluvě. Několikrát měsíčně se zde konají koncerty duchovní hudby.
Ačkoli je chrám chráněnou památkou, jeho činnost je financována převážně z příspěvků věřících. Chrámový svátek připadá na 19. července.